# Бразилицереус
Бразилицереус (лат. Brasilicereus) — род растений семейства Кактусовые (Cactaceae) произрастающий на территории Бразилии.

## Название
Родовое латинское название Brasilicereus дословно переводится как Цереус (Cereus) из Бразилии. 

## Описание
Представители рода Бразилицереус — прямостоячие растения со скрученными или ветвящимися стеблями, длиной до 4 метров и диаметром до 2,5 сантиметров. Ребер 8-13, плоские или узкие. Ареолы покрыты серым или белым опушением с серовато-коричневыми колючками. Центральных колючек 1-4, игловидные, хрупкие, длиной до 4 см, радиальных колючек 10-18, длиной 0,5-1,5 см. 
Колокольчатые цветки сидячие, на коротких трубках, раскрываются ночью. Окраска от зеленовато-белой до белой. Плоды шаровидной или грушевидной формы от бледно-зеленого до пурпурного цвета.

## Таксономия
Brasilicereus Backeb., первое упоминание в Blätt. Kakteenf. 6: 22 (1938).

### Синонимы
Гетеротипные (основанные на разных номенклатурных типах):
- Bragaia Esteves, Hofacker & P.J.Braun, 2009.

### Виды
Подтверждённые виды по данным сайта Plants of the World Online на 2023 год:
- Brasilicereus estevesii (Hofacker & P.J.Braun) N.P.Taylor & M.Machado
- Brasilicereus markgrafii Backeb. & Voll
- Brasilicereus phaeacanthus (Gürke) Backeb.

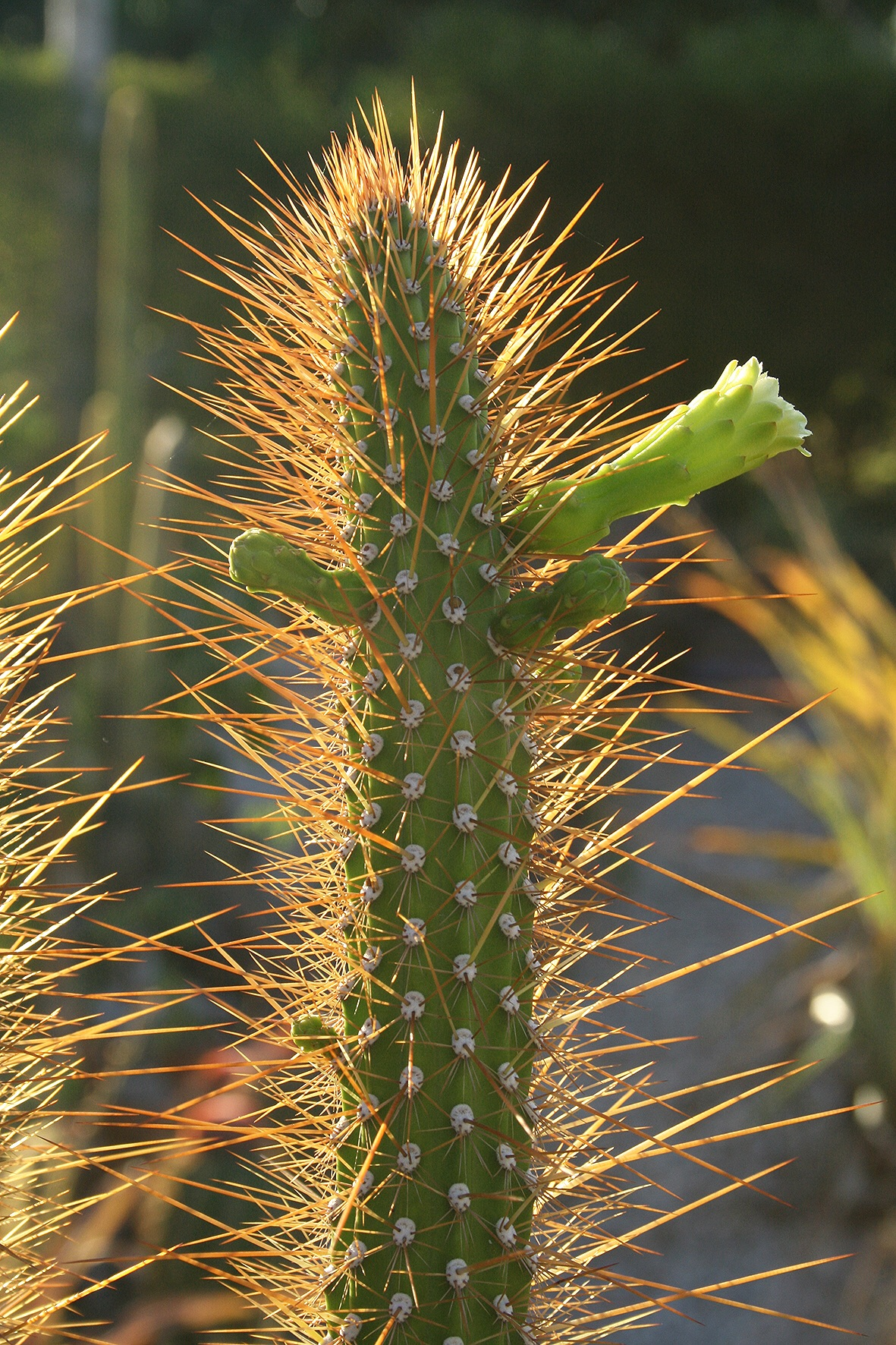
Brasilicereus estevesii
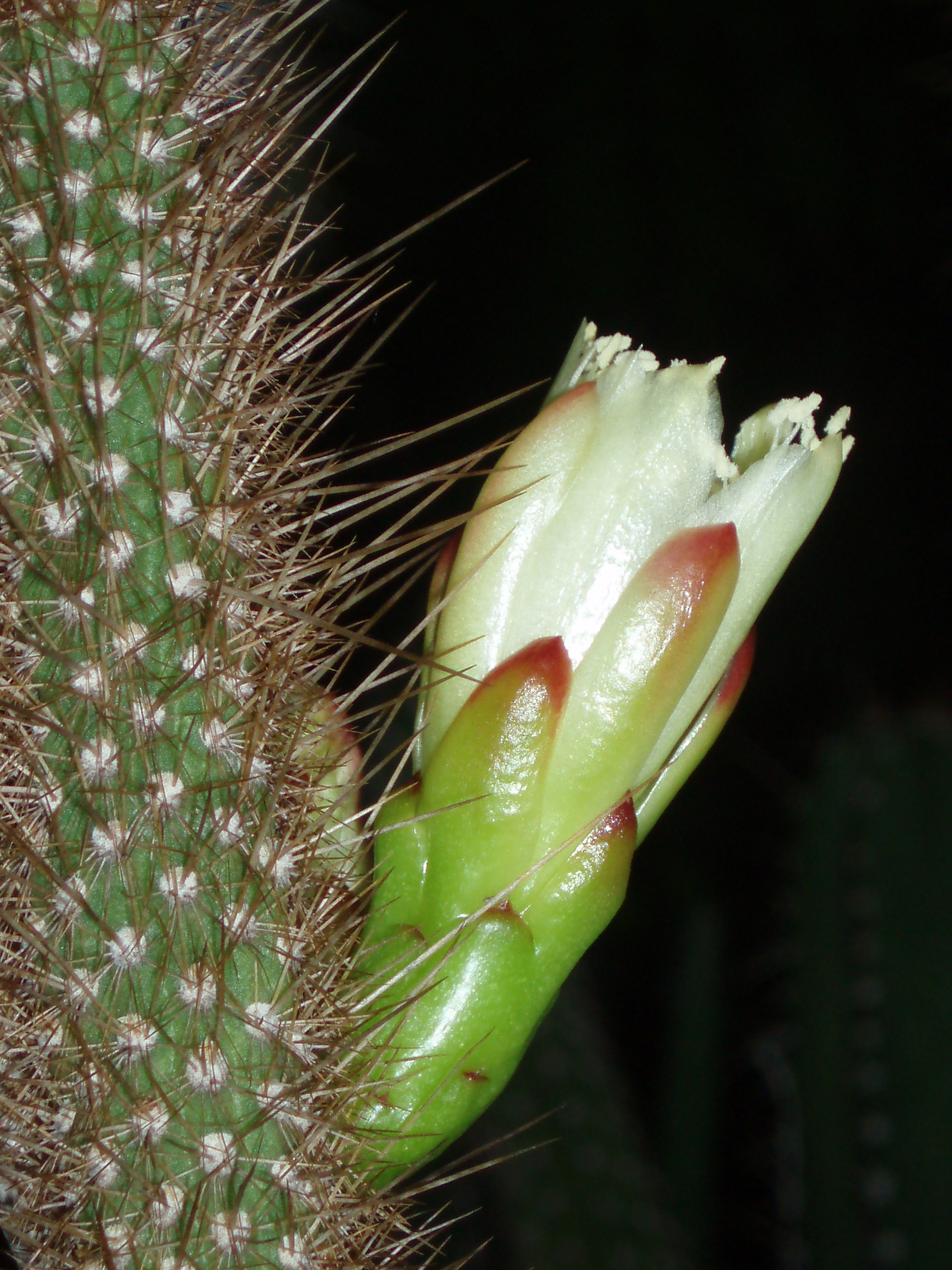
Brasilicereus markgrafii
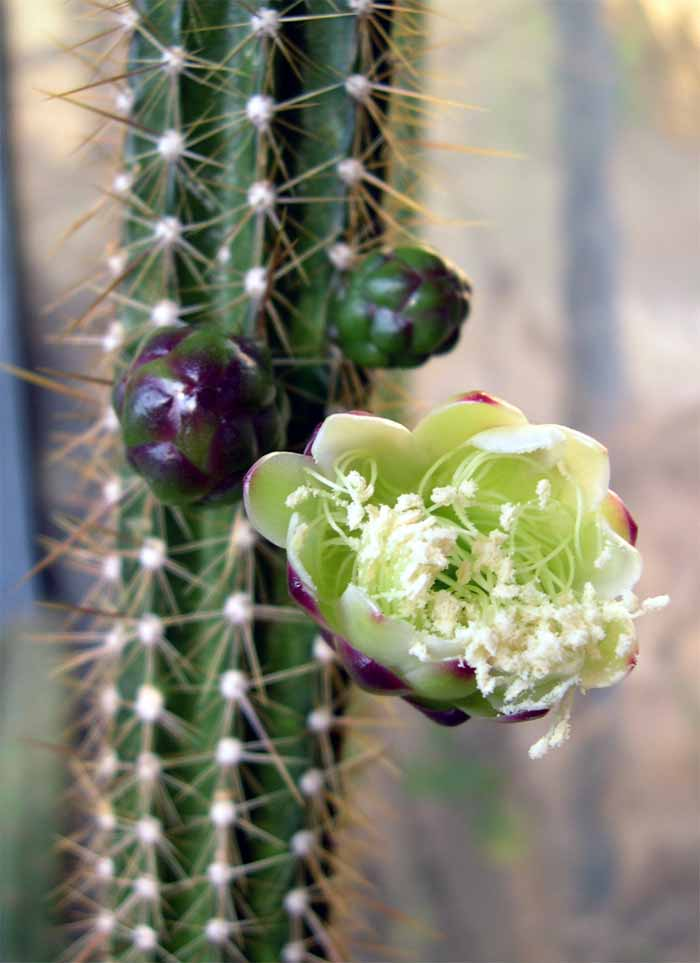
Brasilicereus phaeacanthus